# Aria Wallace
Aria Summer Wallace (Atlanta, Georgia; 3 de noviembre de 1996) es una actriz y cantante estadounidense.
Obtuvo un papel en The Bernie Mac Show. Posteriormente, apareció en una variedad de programas, incluyendo Carnivàle, Charmed, That '70s Show, Judging Amy, What Should You Do?, y iCarly. Se hizo conocida gracias a su papel de Amanda Valdez, más conocida como Mandy, una obsesiva fan del Web Show iCarly.
Hizo su debut cinematográfico en The Perfect Man (2005). También protagonizó la película de Nickelodeon Roxy Hunter and the Mystery of the Moody Ghost (2007) y todas sus tres secuelas. Se retiró de la actuación en 2010.

## Filmografía
| Año       | Título                                         | Papel              | Notas                               |
| --------- | ---------------------------------------------- | ------------------ | ----------------------------------- |
| 2003      | That '70s Show                                 | Little Girl #2     | 1 episodio                          |
| 2003      | Carnivàle                                      | Polly Ann          | 1 episodio                          |
| 2003      | Charmed                                        | Crying Little Girl | 1 episodio                          |
| 2004      | The Tonight Show with Jay Leno                 | Little Girl        | 1 episodio                          |
| 2004      | Strong Medicine                                | Emma Millbrook     | 1 episodio                          |
| 2004      | Judging Amy                                    | Jessica Adelstein  | 1 episodio                          |
| 2004      | What Should You Do?                            | Amy                | 1 episodio                          |
| 2002-2005 | The Bernie Mac Show                            | Little Girl        | 2 episodios                         |
| 2005      | CSI: NY                                        | Emily Dickerson    | 1 episodio                          |
| 2005      | The Perfect Man                                | Zoe Hamilton       | Papel Principal junto a Hilary Duff |
| 2005      | Desperate Housewives                           | Lily Stevens       | 1 episodio                          |
| 2005      | Untitled David Diamond/David Weissman Project  |                    | Papel Secundario                    |
| 2007      | Roxy Hunter and the Mystery of the Moody Ghost | Roxy Hunter        | Papel Protagónico                   |
| 2007      | Christmas in Paradise                          | Nell               | Papel Principal                     |
| 2008      | Roxy Hunter and the Myth of the Mermaid        | Roxy Hunter        | Papel Protagónico                   |
| 2008      | Roxy Hunter and the Horrific Halloween         | Roxy Hunter        | Papel Protagónico                   |
| 2008      | Roxy Hunter and the Secret of the Shaman       | Roxy Hunter        | Papel Protagónico                   |
| 2008-2009 | iCarly                                         | Mandy Valdez       | 2 episodios                         |
| 2010      | Spork                                          | Christian Girl #2  | Papel Secundario                    |